# Дриацкая, Елена Валентиновна
Еле́на Валенти́новна Дриа́цкая (род. 8 июля 1951) — советская и российская певица, актриса театра и кино, хормейстер.

## Биография
- 1971 — окончила с отличием отделение хорового дирижирования музыкально-педагогического училища.
- 1974 — поступила на службу в Ленинградский театр музыкальной комедии по приглашению режиссёра Владимира Воробьёва, где проработала солисткой до 1990 года.
- 1975 — поступила на отделение музыкальной комедии в Ленинградский институт театра, музыки и кинематографии.
- 1979 — сыграла заглавную роль в музыкально-драматической поэме Александра Колкера «Жар-птица» на стихи Геннадия Алексеева в Ленинградском государственном театре музыкальной комедии. Роль была отмечена критикой: работу молодой актрисы оценили в журналах «Музыкальная жизнь»[1] и «Театральная жизнь»[2].
- 1997 — стала хормейстером Санкт-Петербургского театра музыкальной комедии, в этой должности прослужила до 2001 года.

## Творчество
За свою творческую карьеру Елена Дриацкая успешно проявила себя как в театре, где она многие годы исполняла ведущие роли, так и на эстрадно-концертном поприще. Стала обладательницей второй премии на Всероссийском песенном конкурсе в Сочи, записала несколько пластинок на фирме «Мелодия». Яркая внешность актрисы запомнилась зрителям в ряде киноработ, наибольшую популярность актрисе принесла роль Клариче в телефильме В. Воробьёва «Труффальдино из Бергамо».
В 2012 году вышел документальный фильм «Елена Дриацкая. Во весь голос» (киностудия «Мастер-фильм», режиссёр Сергей Капков)[значимость факта?].

### Фильмография
- 1976 — Труффальдино из Бергамо — Клариче
- 1976 — Небесные ласточки — воспитанница пансиона
- 1978 — Городская фантазия
- 1981 — Город встречает друзей
- 1982 — Остров сокровищ — эпизод

### Дубляж фильмов и мультфильмов
- 1976 — Труффальдино из Бергамо — Смеральдина, невеста Труффальдино, служанка в доме Панталоне
- 1976 — Небесные ласточки — Дениза
- 1981 — Всем чертям назло
- 1988 — Уиллоу — Фин Разиель
- 1991 — Красавица и Чудовище — миссис Поттс
- 1997 — Красавица и Чудовище: Чудесное Рождество — миссис Поттс
- 1998 — Красавица и Чудовище: Волшебный мир Белль — миссис Поттс
- 2013 — София Прекрасная — феи Флора и Фауна
- 2014 — Малефисента — Нотграсс
- 2015 — Звёздные войны: Пробуждение силы — генерал Лея Органа
- 2016 — Изгой-один. Звёздные войны: Истории — Синий-3
- 2016 — Молодой Папа — сестра Мэри
- 2017 — Звёздные войны: Последние джедаи — генерал Лея Органа

### Вокал в кинофильмах
- 1970 — Волшебная сила (киноальманах)
- 1972 — Боба и слон (песня «Розовый слон»)
- 1975 — Лесные качели
- 1976 — Труффальдино из Бергамо — Смеральдина, Клариче
- 1976 — Туфли с золотыми пряжками
- 1976 — Небесные ласточки — Дениза
- 1977 — Собака на сене — Диана, Марсела
- 1978 — Д’Артаньян и три мушкетёра — Констанция, Кэтти, Миледи
- 1981 — Жизнь и приключения четырёх друзей
- 1981 — Это было за Нарвской заставой
- 1985 — Воскресный папа

### Наиболее известные эстрадные песни
- El condor pasa («If I could», Д. Роблес)
- Белая ночь (А. Кальварский — К. Рыжов)
- Бенгальские огни (Г. Портнов — К. Рыжов)
- Грёза о мире (С. Баневич — Т. Калинина), с Виктором Кривоносом
- Как я помню всё это (В. Баснер — М. Матусовский), с Виктором Кривоносом
- Качели (С. Пожлаков — Г. Горбовский), со Станиславом Пожлаковым
- Ленинградские белые ночи (Г. Портнов — М. Светлов), с Виктором Кривоносом
- На тихой дудочке любви (С. Баневич — Т. Калинина), с Виктором Кривоносом
- Ну, расстались (А. Колкер — К. Рыжов)
- Песенка о ветре (Г. Портнов — К. Григорьев)
- Песенка про оркестр (С. Важов — М. Яснов), с Виктором Кривоносом
- Пока вращается планета (И. Цветков — М. Дахие)
- Розовый слон (С. Пожлаков — Г. Горбовский)